# 大野百樹
大野 百樹（おおの ももき、1920年〈大正9年〉9月3日 - 2019年〈平成31年〉3月1日）は、昭和から平成の日本画家。本名は大野慶蔵。

## 経歴・人物
埼玉県秩父に生まれる。 小谷津任牛や奥村土牛に師事する。1948年（昭和23年）再興第33回院展にて初入選。ほか1986年（昭和61年）再興第71回院展にて日本美術院賞（大観賞）、2008年（平成20年）再興第93回院展にて文部科学大臣賞、2011年（平成23年）再興第96回院展にて内閣総理大臣賞などを受賞した。2001年（平成13年）10月17日、日本美術院同人に推挙された。2019年（平成31年）3月1日、肺炎のため死去。98歳。代表作に『谷川岳』など。